# Christine Latham
Pour les articles homonymes, voir Latham (homonymie).
Christine Latham, née le 15 septembre 1981 à Calgary, est une joueuse canadienne de soccer évoluant au poste d'attaquant.

## Carrière
Christine Latham compte 49 sélections et 15 buts en équipe du Canada entre 2000 et 2006. Elle reçoit sa première sélection le 5 mai 2000, contre la Corée du Sud en match amical (victoire 1-0).
Elle fait partie du groupe canadien terminant quatrième de la Gold Cup féminine 2000, et participe ensuite à la Coupe du monde 2003 organisée aux États-Unis. Septième de l'Algarve Cup en 2003, elle obtient sa dernière sélection sous le maillot canadien le 30 juillet 2006, en match amical contre les États-Unis (défaite 0-2). 